# Ashford International station

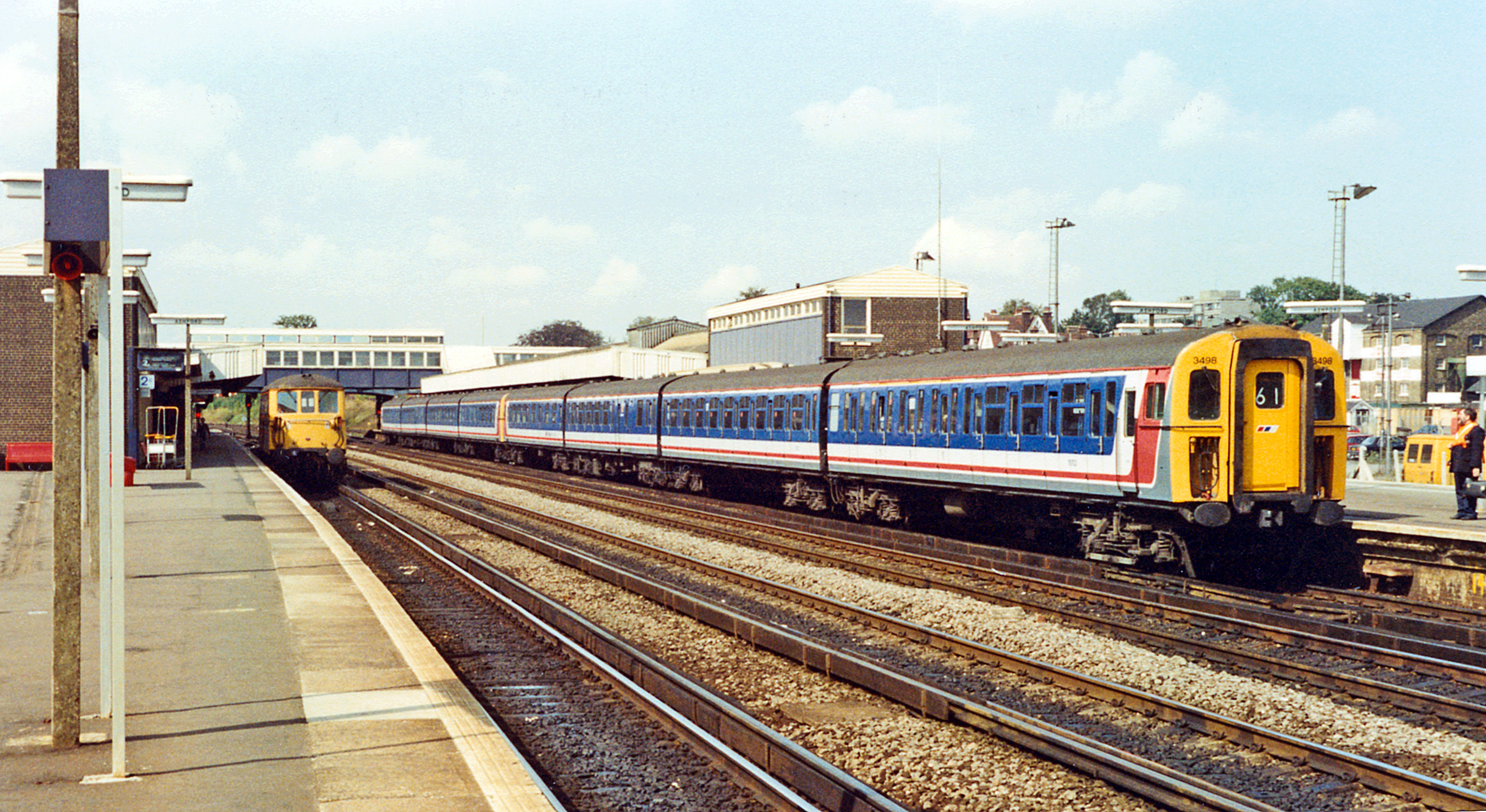
Ashfords station före återuppbyggandet av British Rail, 1990.

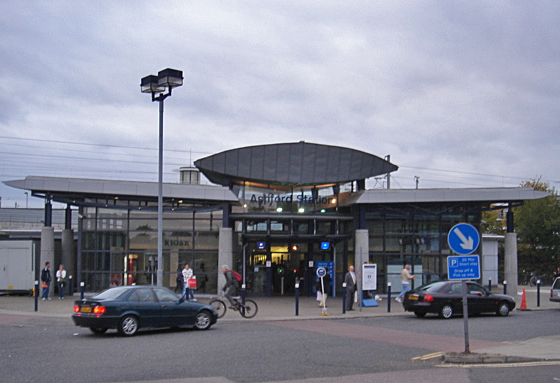
Den tidigare stationens ingång.

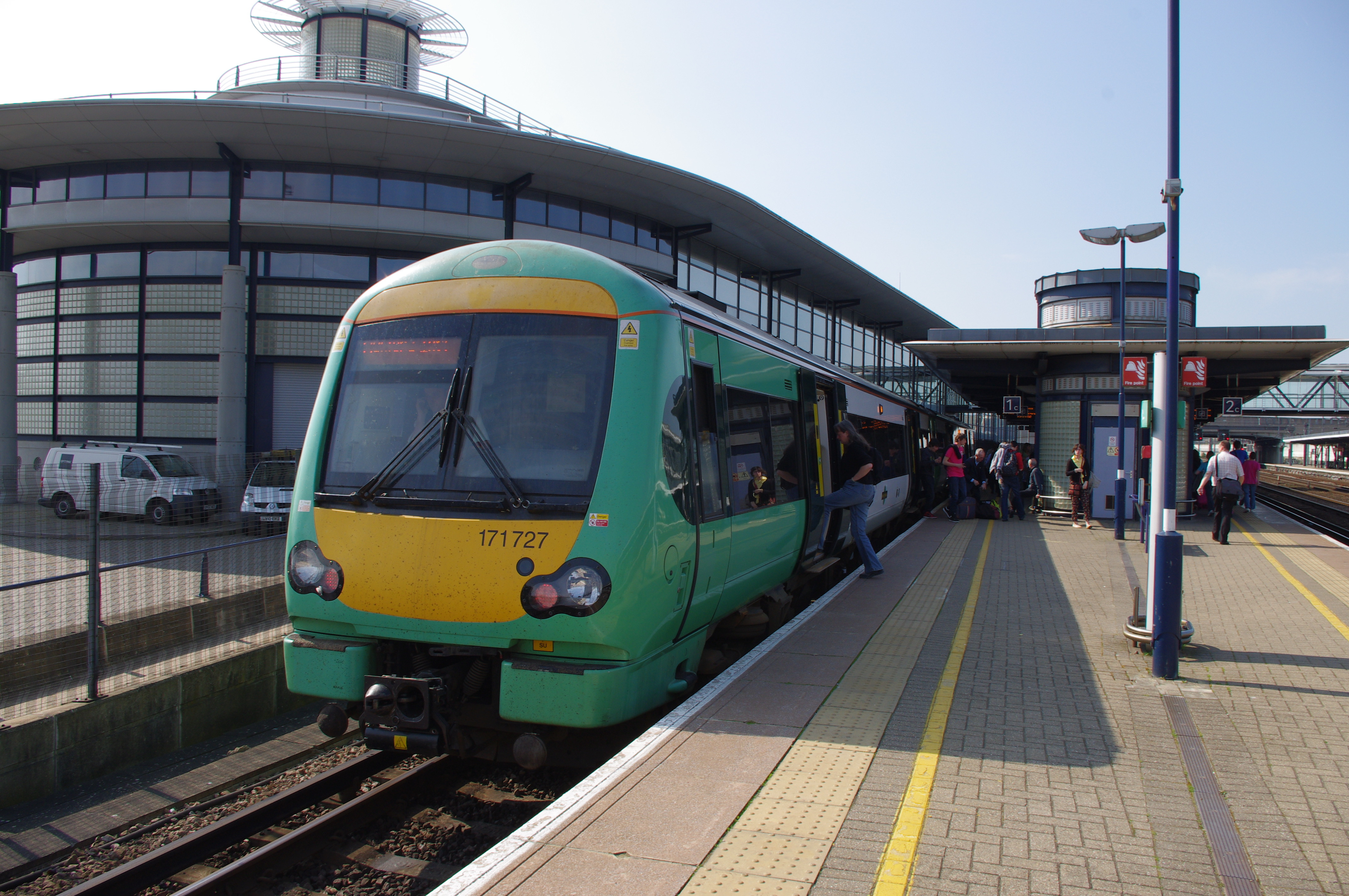
En Southern Class 171 vid Ashford.

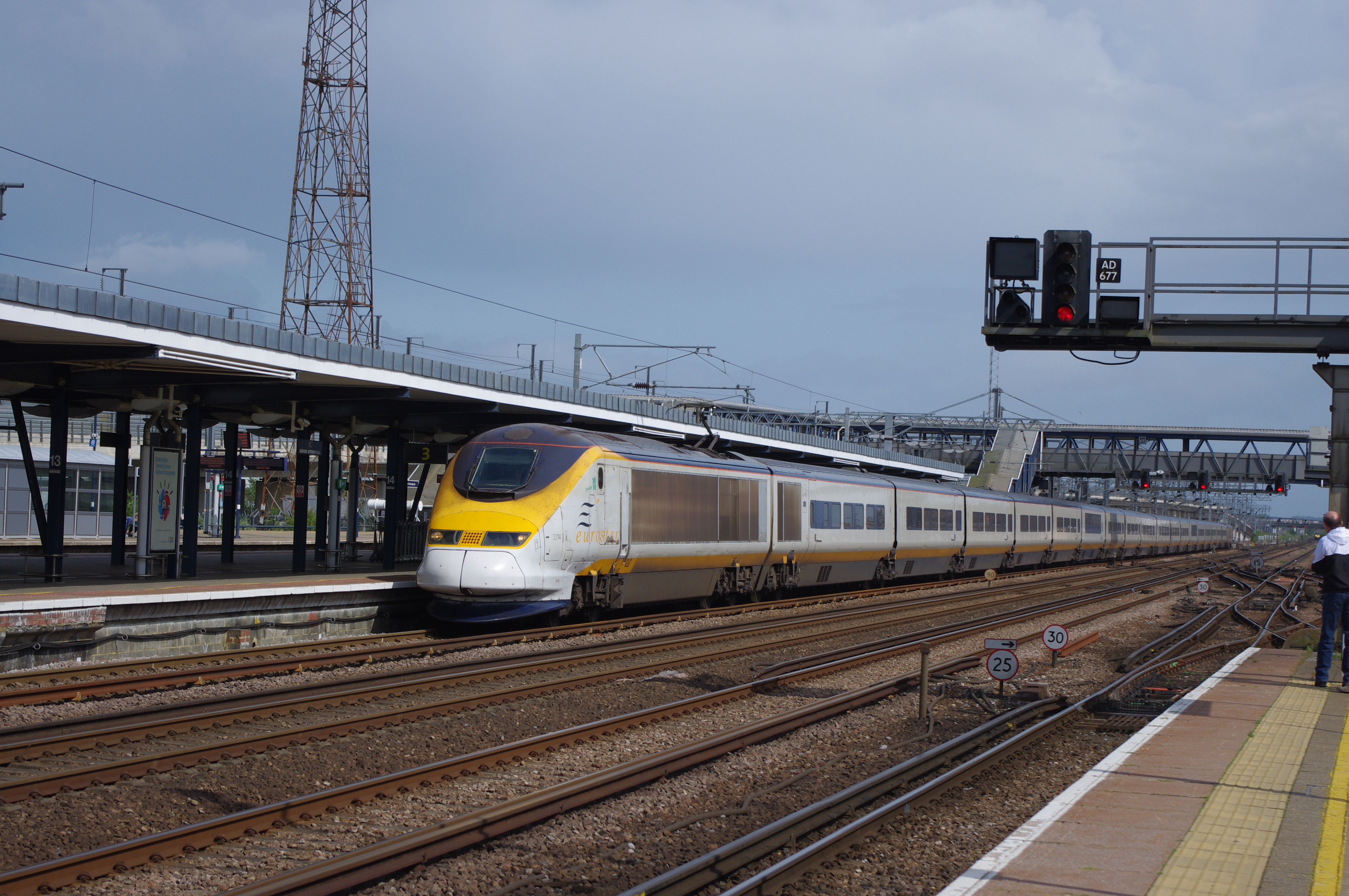
Eurostar vid Ashford International.

Ashford International station är en järnvägsstation i Ashford i grevskapet Kent i England. Den ligger på den sydöstra stambanan, 90 km från London Charing Cross mellan stationerna Pluckley och Westenhanger. Stationen ligger också på High Speed 1 och trafikeras av bolagen Southeastern, Southern och även internationellt av Eurostar. 
Eurostar använder plattformarna 3 och 4 medan de lokala tågen använder 1 och 2 samt de nya plattformarna 5 och 6 som tillkom när Kanaltunneln invigdes. Alla spår är elektrifierade med 750 volt DC strömskena, men på spåren 3 och 6 finns det även 25 kV 50 Hz AC kontaktledning.  
Den inhemska terminalen i norr om den internationella i söder är sammankopplade med en kulvert som har tillgång till plattformarna (plattformarna 3 & 4 som tillhör Eurostar kan endast nås via en övergång från den internationella terminalen). De lokala bussarna stannar vid entrén till den inhemska terminalen.  

## Historia
Den tidigare stationen byggdes av South Eastern Railway (SER) och planerades som ett stopp mellan Croydon och Dover. Ett specialtåg från London Bridge stannade i Ashford den 28 november 1842 och stationen öppnade formellt 1 december samma år precis som alla andra stationer längs järnvägslinjen från Redhill. Den ursprungliga stationen bestod av två plattformar längs med två spår och stationshuset var byggt i trä. Ashford var slutstationen för linje fram till förlängningen av linjen till Folkestone stod klar den 18 juni 1843.
Stationen blev en del av Southern Railway år 1923. Vid förstatligandet av järnvägen 1948 kom stationen under Southern Region of British Railways.
Innan 1960-talet bestod stationen av två spår, två plattformslingor och två säckplattformar ifrån öst för tåg som hade Ashford som slutstation. 1962 byggdes säckplattformarna om till vanliga plattformar med de två stationsbyggnaderna på var sin sida av spåren ersattes av en bro över spåren med en biljettbokningslokal, kiosk och cateringanläggningar.
När sektoriseringen introducerades på 1980-talet av British Rail, betjänades stationen av Network SouthEast ända fram till privatiseringen av British Rail.
Stationen blev återigen ombyggd på tidigt 1990-tal för att kunna ta emot internationella tåg från Kontinentaleuropa. Obyggnaden bestod bland annat av två nya plattformar norr om den ursprungliga stationen. Det mesta från 1960-talet ombyggnation revs, men en del av övergången över spåren bevarades.
Internationell trafik startade den 8 januari 1996. Stationen bytte då namn från Ashford till Ashford International.

### Ashford West
Stationen Ashford West öppnades av London, Chatham and Dover Railway den 1 juli 1884 för turer via Maidstone West till London. Den var dock endast öppen i 15 år innan all passagerartrafik till stationen flyttades till Ashfords station. Anmärkningsvärt är att stationen fortsatte att ta emot godståg och liknande typer av tågtrafik ända från till 1999 då den revs för konstruktionen av High Speed 1.